# Leapmotor T03
Leapmotor T03 ― міський електромобіль китайського автовиробника Leapmotor.
Після інвестицій Stellantis в Leapmotor, T03 виробляється в Тихах, Польща, з червня 2024 року.

## Огляд
Leapmotor T03 - це другий продукт, випущений фірмою, після купе S01. Він був представлений 11 травня 2020 року.
T03 пропонується в трьох варіантах, включаючи 400 Standard Edition, 400 Comfort Edition і 400 Deluxe Edition. Leapmotor T03 живиться від високоефективної літієвої батареї ємністю 36,5 кВт-год та щільністю 171 Вт-год/кг і забезпечує максимальний запас ходу до 403 км (NEDC) на одному заряді. T03 також підтримує швидку зарядку, і 80-відсотковий заряд можна здійснити за 36 хвилин, а на батарею надається гарантія 8 років/150 000 км пробігу. Потужність T03 забезпечується двигуном потужністю 55 кВт, який розвиває максимальний крутний момент 155 Нм.
Leapmotor T03 має можливість автономного водіння 2-го рівня і оснащений трьома зовнішніми камерами та дванадцятьма радарами (одна міліметрова хвиля та 11 ультразвукових пристроїв). 

Інтер'єр T03 включає 8,0-дюймовий TFT-приладову консоль і 10,1-дюймовий сенсорний екран.

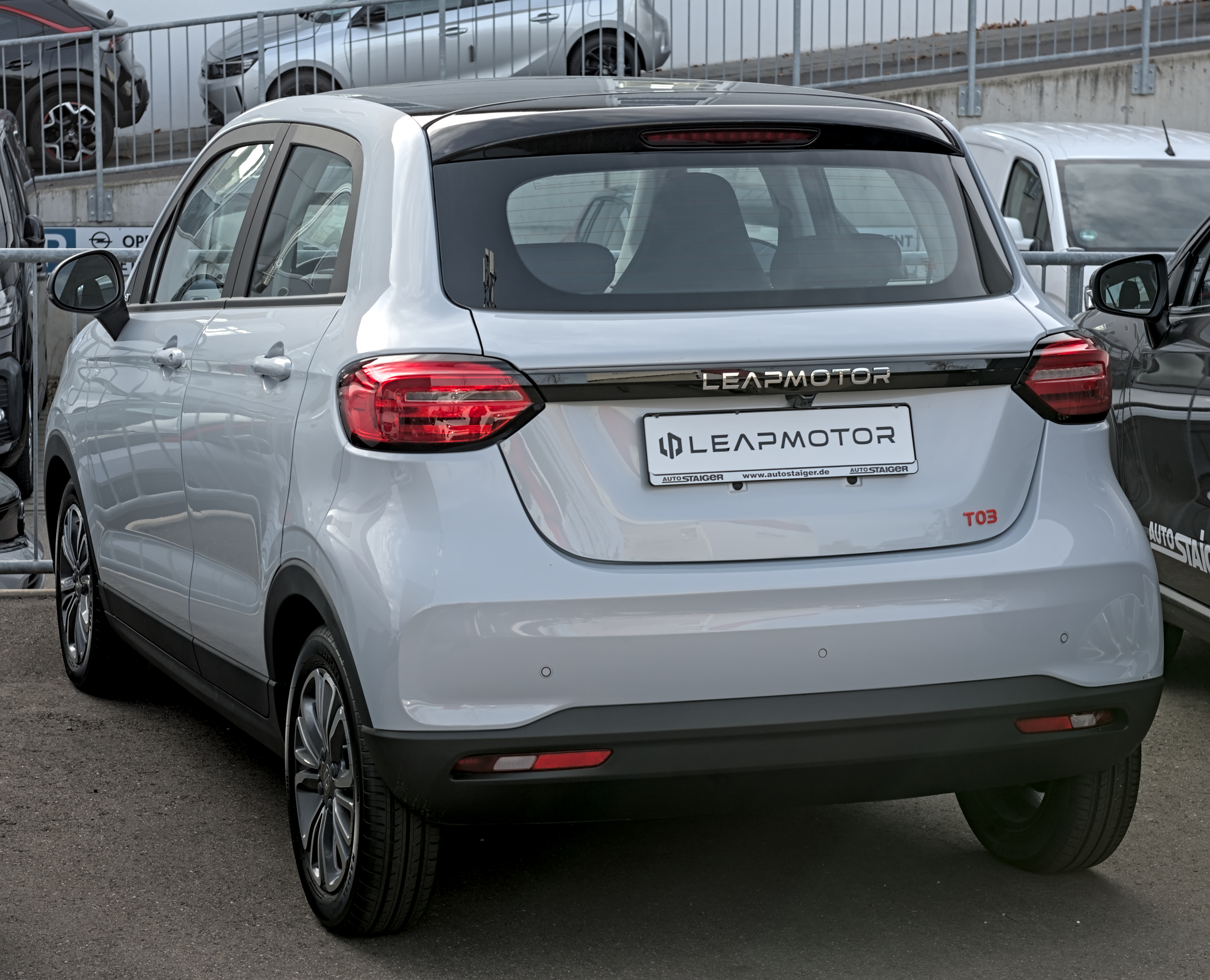
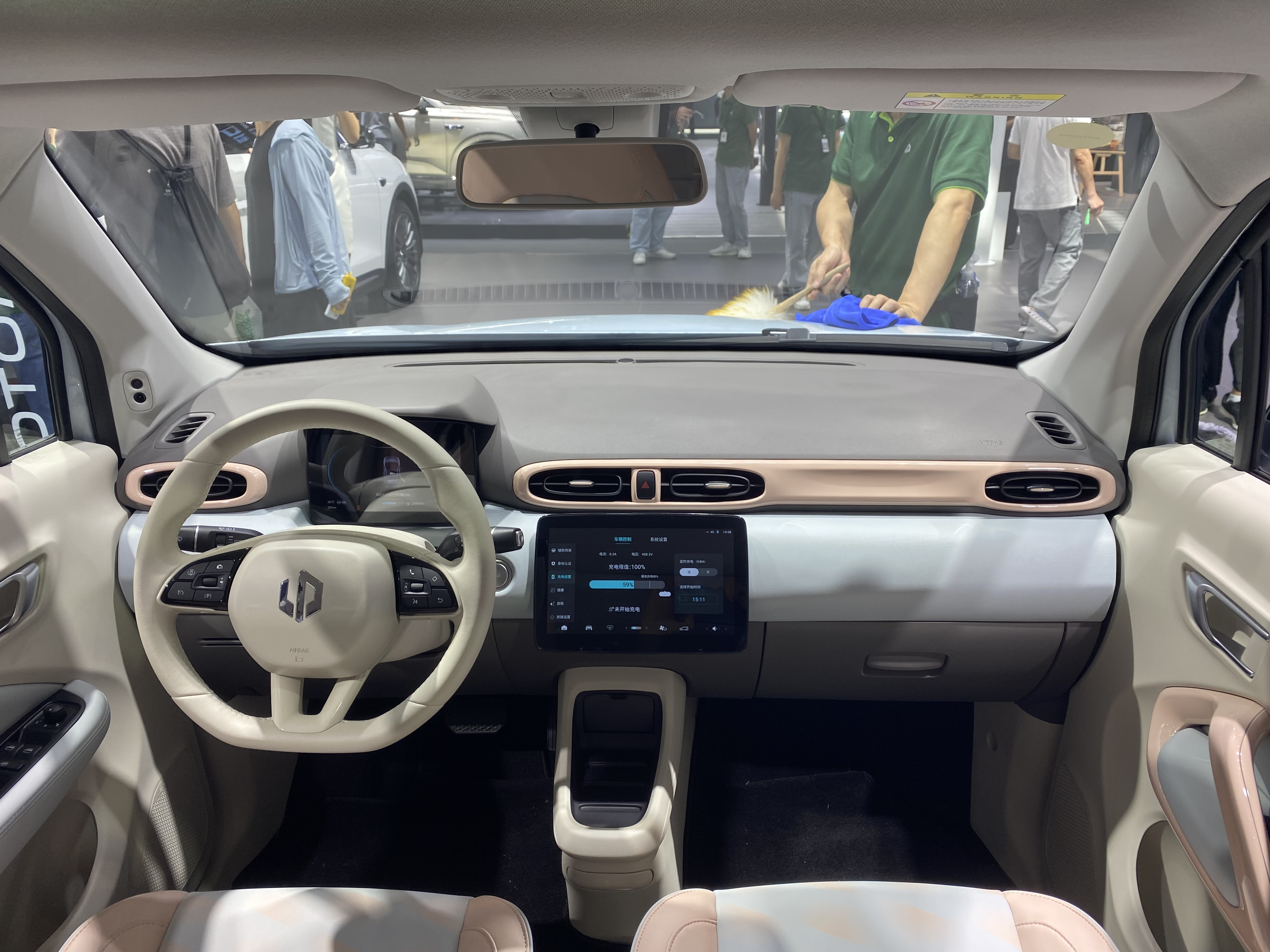